# Liste der Baudenkmäler in Oberottmarshausen
Auf dieser Seite sind die Baudenkmäler in der schwäbischen Gemeinde Oberottmarshausen zusammengestellt. Diese Tabelle ist eine Teilliste der Liste der Baudenkmäler in Bayern. Grundlage ist die Bayerische Denkmalliste, die auf Basis des Bayerischen Denkmalschutzgesetzes vom 1. Oktober 1973 erstmals erstellt wurde und seither durch das Bayerische Landesamt für Denkmalpflege geführt wird. Die folgenden Angaben ersetzen nicht die rechtsverbindliche Auskunft der Denkmalschutzbehörde.

## Baudenkmäler
| Lage                                   | Objekt                            | Beschreibung | Akten-Nr.    | Bild            |
| -------------------------------------- | --------------------------------- | --- | ------------ | --------------- |
| Hauptstraße 4; Kirchplatz 1 (Standort) | Katholische Pfarrkirche St. Vitus | Saalbau mit eingezogenem Chor und südlichem Turm mit Satteldach, Turmunterbau 12./13. Jahrhundert, Umbau und Verlängerung der Kirche 1702 durch Valerian Brenner, 1739 Erneuerung des Turmaufbaus durch Franz Xaver Kleinhans, 1989–92 Verlängerung nach Westen; mit Ausstattung Einfriedung, Backsteinmauer. | D-7-72-186-1 | weitere Bilder  |
| Kapellenstraße (Standort)              | Josephskapelle                    | Historische Ausstattung, in moderner Josephskapelle. | D-7-72-186-3 | Josephskapelle  |
| Königsbrunner Straße 5 (Standort)      | Altes Pfarrhaus                   | zweigeschossiger Massivbau mit Satteldach, Ecklisenen und Putzgliederung, im Kern 1715, verändert 1792. | D-7-72-186-2 | Altes Pfarrhaus |